# Хокайдо
Хока̀йдо (на японски: 北海道, по английската Система на Хепбърн Hokkaidō) (в превод „Път към северното море“) е една от 47-те префектури на Япония, както и вторият по големина остров след Хоншу, намираща се в северната част на Япония. Хокайдо е с население от 5 627 424 жители (седма по население към 1 октомври 2005 г.) и има обща площ от 83 453,57 km² (първа по площ). Японците го наричат „Дивият Запад“, въпреки че това прозвище не отговаря на географското разположение на острова. Хората го назовават така, защото именно тук първо са изсечени големи гори и са превърнати в земеделски земи. Така със своите обширни пространства и синьо небе Хокайдо заприличва на Дивия Запад. До 1868 г. официалното название на острова е било Йесо, Йедзо или Мацмай.

## Природа

### Географско положение, брегове
Остров Хокайдо има форма на разтегнат четириъгълник с характерни, простиращи се далеч навътре в морето полуострови. На юг бреговете му се мият от водите на Тихия океан, на запад – от водите на Японско море, а на североизток – от водите на Охотско море. На юг протока Цугару го отделя от остров Хоншу, на север протока Лаперуз – от руския остров Сахалин, а на изток протоците Кунашир, Измяна и Съветски – от Курилските острови. На югозапад далеч навътре в морето се вдава полуостров Ошима с двата допълващи го полуострова Мацумае и Камеда. Полуостров Ошима затваря от запад големия залив Утиура. На западното крайбрежие е разположен полуостров Сякотан, затварящ от югозапад залива Исикари. На север се простира масивния полуостров Ваканай, а на изток са по-малките полуострови Сиретоко (затваря от изток залива Абасири) и Немуро.

### Релеф, полезни изкопаеми
Релефът на Хокайдо е предимно средно- и нископланински. В централната му част е разположен планинския масив Дайсецудзан, където се издига угасналия вулкан Асахи 2290 m, най-високата точка на острова. от него, във всички посоки се разклоняват няколко планински хребета: Китами (1558 m) на север, Хидака (2052 m) на юг, Токати (2077 m) на югоизток. Западно от тях са разположени ниските планински масиви Юбари 1727 m) и тесио (1009 m). Далеч на изток, на полуостров Сиретоко се издига хребета Сиретоко (1661 m). На остров Хокайдо има 8 действащи вулкана: Токати (2077 m), Тарумае (1024 m), Усу (724 m), Комагатаке (1133 m) и др. Целият остров е намира в силно сеизмична зона. разработват се находища на каменни въглища (Исикари, Юбари), желязна руда (Кутян), сяра (Токати).

### Климат, води
Климатът на Хокайдо е умерен, океански, мусонен. Средната януарска температура е от -3 °C на юг до -11 °C на север (абсолютен минимум до -30 °C), а средната юлска съответно от 17 °C до 21 °C. Годишната сума на валежите варира от 800 до 1500 mm, като значителна част от тях е във вид на сняг. Островът има гъста речна мрежа, като повечето от реките са богати на хидроенергийни ресурси. Най-големите реки са Исикари и Тесио, вливащи се в Японско море, Токати, вливаща се в Тихия океан. Най-голямата река, вливаща се в Охотско море е Токоро. Най-големите езера са: Сарома (лагунно), Кушаро, Сикоцу, Тоя (кратерни).

### Растителност
Около 60% от територията на Хокайдо е покрита с гори: на север – смърчови и борови, на югозапад – широколистни. Край бреговете са разположени ниски равнини (Исикари, Токати и др.), които са заети от ливади и блата.
Град Сапоро е административен център на префектурата. Най-големи градове: Асахикава, Хакодате, Куширо, Томакомай и Обихиро. Национални паркове: Шикоцу-Тоя, Дайсецудзан, Акан, Ширетоко. Изповядвани религии: будизъм и шинтоизъм. Туристите откриват Хокайдо много късно. Островът става известен благодарение на Зимните олимпийски игри през 1972 г. в Сапоро. Оттогава „дивият“ японски остров става център на зимните спортове. Тук има отлични условия – студените мусонни ветрове, които духат откъм Сибир, осигуряват обилни снеговалежи, а температурите падат до -30 °C. Мрежата от ски писти и лифтове е много добре развита и отлично обслужва курортистите. Хокайдо е подходяща дестинация и през лятото. Температурата на острова не надвишава 27 °C, а времето е по-скоро пролетно. Едно от най-красивите места, посещавано много често от туристите, е националният парк „Шикоцу-Тоя“. Топлите минерални извори в полите на вулканите привличат любителите на лечебни бани. Гъстите гори, бистрите езера и високите върхове, извисяващи се над 2000 m, очакват запалените по планинския туризъм. На Хокайдо се намира и националният парк „Дайсецудзан“. Връх Асахи (2290 m), разположен на територията му, е най-високият на острова. От него и от съседните върхове извират най-дългите реки на Хокайдо, които образуват впечатляващи водопади.
Разположената в Хокайдо пивоварна „Abashiri“ произвежда т.нар. Bilk (от англ. Beer, „бира“ и Milk, „мляко“) – млечно-бирена алкохолна напитка, състояща се от хмел, краве мляко и дрожди. Продуктът е разработен в отговор на намаляващото потребление на мляко и свързаните с това излишъци от него.